# Убивайки Ийв
„Убивайки Ийв“ е британски трилър сериал, продуциран от Сид Джентъл Филмс. Поредицата проследява историята на Ийв Поластри (Сандра О), следователка към Британския парламент, натоварена със задачата да залови Виланел (Джоди Комър) – психопат и наемна убийца. С напредването на гонитбата двете развиват взаимна мания. Сериалът е създаден въз основа на поредицата от романите „Виланел“ от Люк Дженингс. Фийби Уолър-Бридж е главна сценаристка на първи сезон, а Емералд Фенъл – на втори. Сюзан Хийткот служи като шоурънър за трети сезон.
Сериалът има голям успех в Съединените щати и в Обединеното кралство. Той получава признание както за първия, така и за втория сезон най-вече за сценарий и за изпълнението на водещите актриси. Първият сезон има непрекъснат ръст на седмичните рейтинги, особено сред възрастните. Той получи наградата Пийбоди и наградата на Британската академия за кино и телевизия за най-добър сериал. Комър и О печелят множество награди за актьорската си игра, а Фиона Шоу печели една за най-добра поддържаща актриса като Каролин Мартенс.
Към януари 2020 г. „Убивайки Ийв“ е подновен както за трети и четвърти сезон.

## Резюме
Отегчена от службата си в Британската разузнавателна агенция, Ийв Поластри е прекалено заинтересована от убийци, особено жени убийци, тяхната психология и методи за убийство. Тя се впуска в разследване зад кулисите във връзка със свидетел, след което е уволнена от MI5. След това обаче е вербувана от тайно отделение в MI6, преследващо международната убийца Виланел. Ийв пресича границите на разследването си и се обсебва от нея. Впоследствие дори открива, че членовете на двата им тайни кръга може да са по-свързани, отколкото изглежда.

## В ролите и герои

### Главни герои
- Сандра О като Ийв Поластри, служител на МИ5 (вътрешната агенция за контраразузнаване и сигурност на Обединеното кралство), която се обсебва от убийцата Виланел. После Ийв е вербувана от чуждестранната разузнавателна агенция МИ6.[8][9][10]
- Джоди Комър като Оксана Астанкова / Виланел, психопат и квалифицирана убийца, която се вманиачава по агента на МИ5 Ийв Поластри [8][11]
- Фиона Шоу в ролята на Каролин Мартенс, ръководител на отдел Русия в МИ6 [8]
- Дарън Бойд като Франк Хейлтън, шеф на Ийв в МИ5 (сезон 1)
- Оуен Макдонъл като Нико Поластри, съпруг на Ийв от англо-полски произход, учител [8]
- Кирби Хоуъл-Батист като Елена Фелтън, асистентка на Ийв (сезон 1)
- Шон Делани като Кени Стоутън, бивш хакер, нает от МИ6. Той също е и син на Каролин [8]
- Дейвид Хейг като Бил Паргрейв, сътрудник на Ийв в МИ5, който идва с нея в МИ6 (сезон 1)
- Ким Бодня в ролята на Константин Василиев, ръководител на Виланел [8]
- Нина Сосаня като Джес, опитен агент на МИ6, който сега работи като част от екипа на Ийв (сезон 2) [8]
- Едуард Блумел като Хюго, богат възпитаник на Оксфорд, който работи като част от екипа на Ева в MI6 (сезон 2) [8]

### Периодични герои
- Сюзън Линч като Анна, бивша преподавателка по езици на Виланел и нейна възлюбена (сезон 1) [12]
- Хенри Лойд-Хюз като Арън Пийл, наследник на технологична компания след убийството на баща си, магната Алистър Пийл (сезон 2)
- Адриан Скарбъро като Реймънд, член на Дванадесетте и един от бившите ръководители на Виланел (сезон 2)
- Шанън Тарбет като Амбър Пийл, сестра на Арън (сезон 2)
- Ема Пиърсън като Джема, учителка и колега на Нико.

## Епизоди
| Сезон | Сезон | Епизоди | Излъчване     | Излъчване   |
| ----- | ----- | ------- | ------------- | ----------- |
|       | 1     | 8       | 8 април 2018  | 27 май 2018 |
|       | 2     | 8       | 7 април 2019  | 26 май 2019 |
|       | 3     | 8       | 12 април 2020 | 21 май 2020 |

### Сезон 1
| Епизод | Заглавие                       | Дата на излъчване |
| ------ | ------------------------------ | ----------------- |
| 1      | Nice Face                      | 8 април 2018      |
| 2      | I'll Deal with Him Later       | 15 април 2018     |
| 3      | Don't I Know You               | 22 април 2018     |
| 4      | Sorry Baby                     | 29 април 2018     |
| 5      | I Have a Thing About Bathrooms | 6 май 2018        |
| 6      | Take Me to the Hole            | 13 май 2018       |
| 7      | I Don't Want to Be Free        | 20 май 2018       |
| 8      | God, I'm Tired                 | 27 май 2018       |

### Сезон 2
| Епизод | Заглавие                              | Дата на излъчване |
| ------ | ------------------------------------- | ----------------- |
| 1      | Do You Know How to Dispose of a Body? | 7 април 2019      |
| 2      | Nice and Neat                         | 14 април 2019     |
| 3      | The Hungry Caterpillar                | 21 април 2019     |
| 4      | Desperate Times                       | 28 април 2019     |
| 5      | Smell Ya Later                        | 5 май 2019        |
| 6      | I Hope You Like Missionary!           | 12 май 2019       |
| 7      | Wide Awake                            | 19 май 2019       |
| 8      | You're Mine                           | 26 май 2019       |

### Сезон 3
| Епизод | Заглавие                    | Дата на излъчване |
| ------ | --------------------------- | ----------------- |
| 1      | Slowly Slowly Catchy Monkey | 12 април 2020     |
| 2      | Management Sucks            | 19 април 2020     |
| 3      | Meetings Have Biscuits      | 26 април 2020     |
| 4      | Still Got It                | 3 май 2020        |
| 5      | Are You From Pinner?        | 10 май 2020       |
| 6      | End of Game                 | 17 май 2020       |
| 7      | Beautiful Monster           | 24 май 2020       |
| 8      | Are You Leading or Am I?    | 31 май 2020       |

## Рецепция

### Критичен отговор

#### Сезон 4
Финалът на поредицата беше излъчен на 10 април 2022 г., като получи „много“ реакция от феновете си  и следователно бързо беше класиран в списъците с най-лошите телевизионни финали. Дженингс, в статия за The Guardian, утеши разстроените фенове, смятайки края за „прекланяне на конвенцията“.  Преди заснемането, серия четири изпита по-ранна реакция, когато Кейли Луелин туитира екранна снимка на обаждане в Zoom с другите автори на серия четири. Това доведе до критики за липсата на разнообразие в стаята на писателя, като се има предвид, че една от водещите роли на програмата беше азиатска жена.

## В България
В България сериалът започва излъчване по Fox на 3 август 2021 г. с разписание всеки делник от 20:00 ч. Ролите се озвучават от Петя Миладинова, Вилма Карталска, Светлана Смолева, Никола Стефанов и Константин Лунгов. Режисьор на дублажа е Таня Димитрова.